# 小鱗亞口魚
小鱗亞口魚（學名：Catostomus rimiculus）為輻鰭魚綱鯉形目亞口魚科的其中一種，為溫帶淡水魚，分布於北美洲美國俄勒岡州西南部的羅格河，南至加利福尼亞州西北部的三一河流域，體長可達50公分，壽命可達9年，棲息在泥底質或岩石底質的溪流或水潭，繁殖期在春季，雌魚可產下15,000-20,000個卵。 